# Discurs d'odi

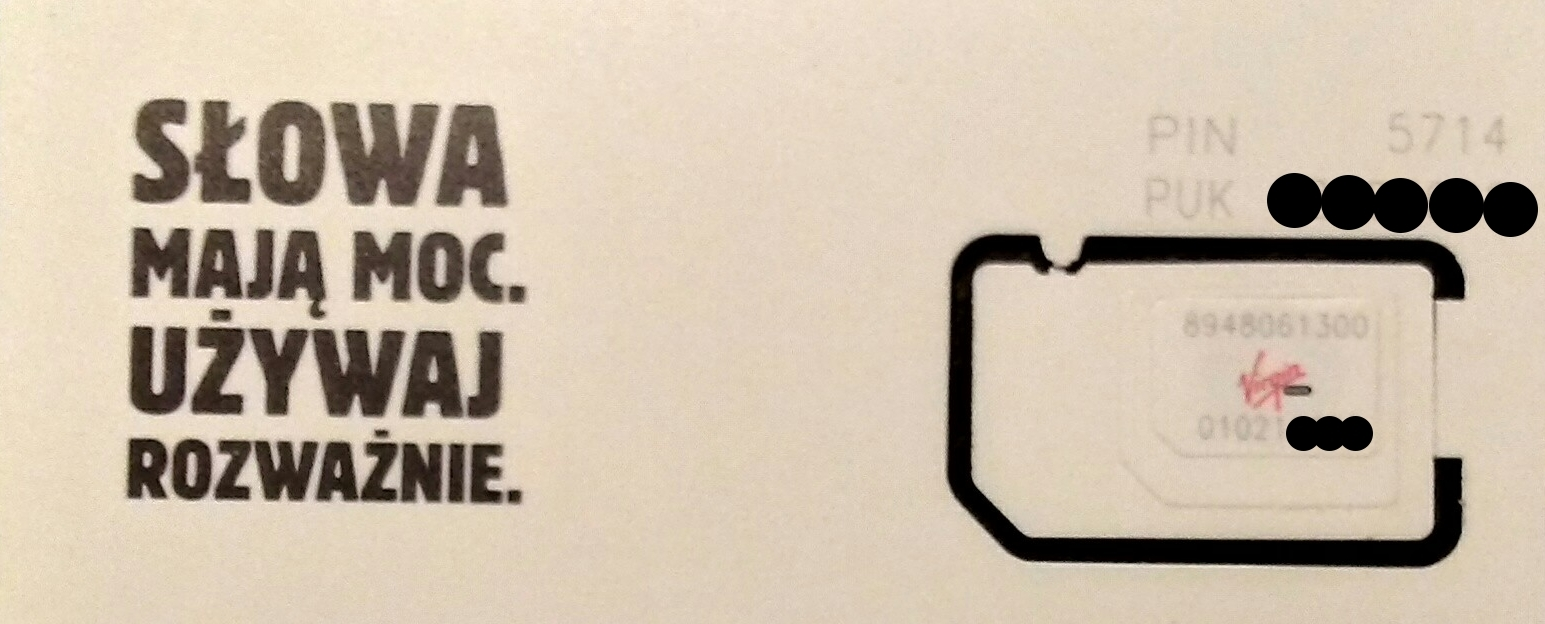
Targeta SIM a Polònia amb el lema de la campanya contra el discurs de l'odi "Les paraules tenen poder, utilitza-les amb prudència"

Discurs d'odi significa un tipus de discurs o sistema que (més enllà de la violència o l'insult ocasionals) ataca una persona o un grup de persones en funció de diverses característiques (color de pell, ètnia, edat, gènere, orientació sexual, religió, etc.). La història ha demostrat que el discurs d'odi pot conduir a suïcidis, linxaments, afusellaments massius, atacs amb explosius, guerres, crims massius i processos genocides com a l'antiga Iugoslàvia i Ruanda.
L'expressió està especialment influenciada pels moviments de protesta social als Estats Units com Black Lives Matter i d'altres, que amb historiadors i sociòlegs es comprometen a identificar i desxifrar aquest discurs en l'escrit i en la parla, així com en determinats comportaments públics. Aquest tipus de discurs també s'anomena "antilocució" a l'escala d'Allport (que mesura el grau en què es manifesta el prejudici en una societat).
Hi ha molt debat sobre la llibertat d'expressió, el discurs d'odi i la legislació sobre el discurs de l'odi.